# Puerto Jordán
Puerto Jordán (también llamado Pueblo Nuevo), es un centro poblado del departamento de Arauca, Colombia. Es considerado el centro poblado con más habitante del departamento. 
Actualmente se encuentra en un litigio de límites entre los municipios de Tame y Arauquita. Esto, además de las largas distancias hacia una cabecera municipal ha propiciado a que sus habitantes solicite ante la Asamblea Departamental su elevación a categoría de municipio en el departamento de Arauca.

## Propuesta de elevación a municipalidad
De hace varios años existe una propuesta para la creación de un nuevo municipio colombiano en el departamento de Arauca entre los habitantes de los centros poblados: Alto Cauca, Arenosa, Bocas del Elle, Brisas del Caranal, El Camping, Filipinas, Los Colonos, Matecaña, Panamá de Arauca, Pueblo Seco, Santo Domingo, Sitio Nuevo, y como cabecera municipal: Puerto Jordán, del cual este último llevaría el nombre de esta nueva municipalidad. Se desprendería del municipio de Arauquita y Tame.